# Farol de São Mateus
O Farol de São Mateus ou Farol da Barra ou ainda Farol da Guaxindiba localiza-se na foz do Rio São Mateus, no município de Conceição da Barra, no litoral do estado do Espírito Santo, no Brasil.
O farol original é uma típica tourelle francesa em ferro fundido, com 13 metros de altura, inactiva desde 1999. Originalmente pintado com barras vermelhas e brancas, encontra-se actualmente restaurado e pintado de branco.
No início da década de 2000 foi substituído por uma moderna torre em fibra de vidro, pintada com faixas vermelhas e brancas, localizada no lado sul da foz do rio São Mateus.